# Der Postillon
A Der Postillon egy német internetes portál, amelyet Stefan Sichermann szerkeszt és vezet, és amely nemzetközi, országos és helyi hírekről szóló szatirikus cikkeket közöl újság és televízió formátumban. A Der Postillon portálnak 2015 októberében több mint 14 millió látogatója volt. A Der Postillon angol nyelvű változatban is megjelenik The Postillon címmel.

## Háttér
A Der Postillon név a postilion szó francia alakja, és a német nyelvben is használatos mind tradicionális, mind  irodalmi környezetben.
Magának az eredeti Der Postillon újságnak 1845 októberéig visszatekintő múltja van.
Stefan Sichermann PR-szakértő 2008-ban indította el az oldalt hobbiból. Sichermann egészen 2011-ig egy PR-ügynökségnél dolgozott kedvtelése mellett, főállásban.
A honlap egyik ihletője a The Onion volt.
Miután egy szatirikus cikk a Kino.to video-on-Demand-oldal bezárásáról vírusként terjedt el a Facebookon és a Twitteren, a Der Postillon a korábbinál sokkal szélesebb közönséget és látogatottságot tudhatott magáénak. Sichermann idővel elkezdte az oldal professzionális működtetését, felvett néhány asszisztenst. Hirdetésekből, egy webshopból és adományokból finanszírozta a működését.
A Der Postillon jelenléte a közösségi médiában meghatározóbb, mint sok nagynevű, professzionális hírportálé, ezek közé tartozik például a Focus Online, a Süddeutsche.de és a Frankfurter Allgemeine.

## Díjak
- 2010 A Deutsche Welle díja a The BOBs, mint a legjobb német nyelvű weblog.
- 2013 Grimme Online Award[8]

## Tartalom és további publikációk
- A Der Postillon klasszikus híreket, újságcikket, kommentárokat, tanácsadó rovatokat, véleménycikkeket és kamu felméréseket közöl. A Der Postillon 2012-ben különböző cikkeket könyv formájában is megjelentetett.
- 2012-bena YouTube-on készítette el az első álhírekre épülő tévéműsorát.[9] 2012-óta a Yahoo-val[10] együttműködésben további videókat jelentetnek meg,[10] néhányat a német NDR műsorszolgáltató is műsorra tűzött.[11][12]